# 哈恩基
50°50′28″N 32°16′40″E / 50.84111°N 32.27778°E
哈恩基（烏克蘭語：Хаєнки），是烏克蘭北部的村莊，隸屬切爾尼希夫州的普里盧基區。該村處於伊琴卡河畔，始建於1600年，面積1.80平方公里，海拔高度133米，2001年人口428。